# Brachiella trichiuri
Brachiella trichiuri is een eenoogkreeftjessoort uit de familie van de Lernaeopodidae. De wetenschappelijke naam van de soort is voor het eerst geldig gepubliceerd in 1951 door Gnanamuthu.